# Нижние Муллы
Нижние Муллы — село в Пермском районе Пермского края. Входит в состав Култаевского сельского поселения.

## Этимология
Название получило по реке Нижняя Мулянка (тат. Кече Мулла), название которого происходит от персидского слова «мулла». Исследователи истории Пермского края связывают это с татарским князем Маметкулом, который поселился в этой местности до или во время царствования Ивана Грозного и был имамом или муллой. Его старший сын, Урак-бей Маметкулов, жил на Верхней Мулянке, а младший, Ирак-бей Сюндюк-бей Маметкулов — на Нижней Мулянке. Отсюда и произошли названия рек, а также расположенных на них сёл Верхние Муллы и Нижние Муллы, соответственно. 
По другим данным, Мул — башкирское родовое имя, лы — аффикс в тюркских языках, образующий прилагательные; в целом название можно перевести как «речка, принадлежащая роду Мул». Определение «Нижние» объясняется тем, что река Нижняя Мулянка впадает в реку Кама несколько ниже по её течению, чем Верхняя Мулянка.

## История
Населённый пункт впервые упоминается в письменных источниках в 1623—1624 годах. Первоначально — деревня. В 1678 году, после постройки здесь деревянной Благовещенской церкви стало известно как село Нижнемуллинское. 
5 сентября 1921 года здесь была зарегистрирована сапожная трудовая артель. В 1930 году возник колхоз «Память погибших борцов революции» (позднее, в 1932 году — им. 14-й годовщины Октября), 5 февраля 1931 года — колхоз «Нива». 16 января 1951 года, в результате слияния трёх сельхозартелей, появился укрупненный колхоз им. Молотова (с 1957 году — «40 лет Октября»), который существовал до января 1960 года. 14 января 1960 года на базе колхоза «40 лет Октября» был организован совхоз «Большевик». В 1993 году ему на смену пришло ТОО «Прикамье», затем — ООО «Большевик». В 1930 году в селе уже работал кирпичный завод. 13 января 1965 года он вошел в состав Пермского кирпичного завода на правах цеха № 4. С 25 июля 1942 по 27 марта 1952 года в Нижних Муллах действовала махорочная фабрика.
Село Нижние Муллы являлось центром Нижнемуллинской волости Пермского уезда (с 1860-х годов) и Нижнемуллинского сельского совета (до января 2006 года). С января 2006 года по 7 июля 2008 года было административным центром Нижнемуллинского сельского поселения.

## Географическое положение
Село расположено на левом берегу реки Кама, при впадении в неё реки Нижняя Мулянка, примерно в 6,5 км к северо-западу от административного центра поселения, села Култаево. К востоку от села, за логом, находится крупная деревня Петровка (ранее, в XVII веке, она также именовалась д. Нижние Муллы).

## Население
| 2010 |
| ---- |
| 838  |

## Достопримечательности

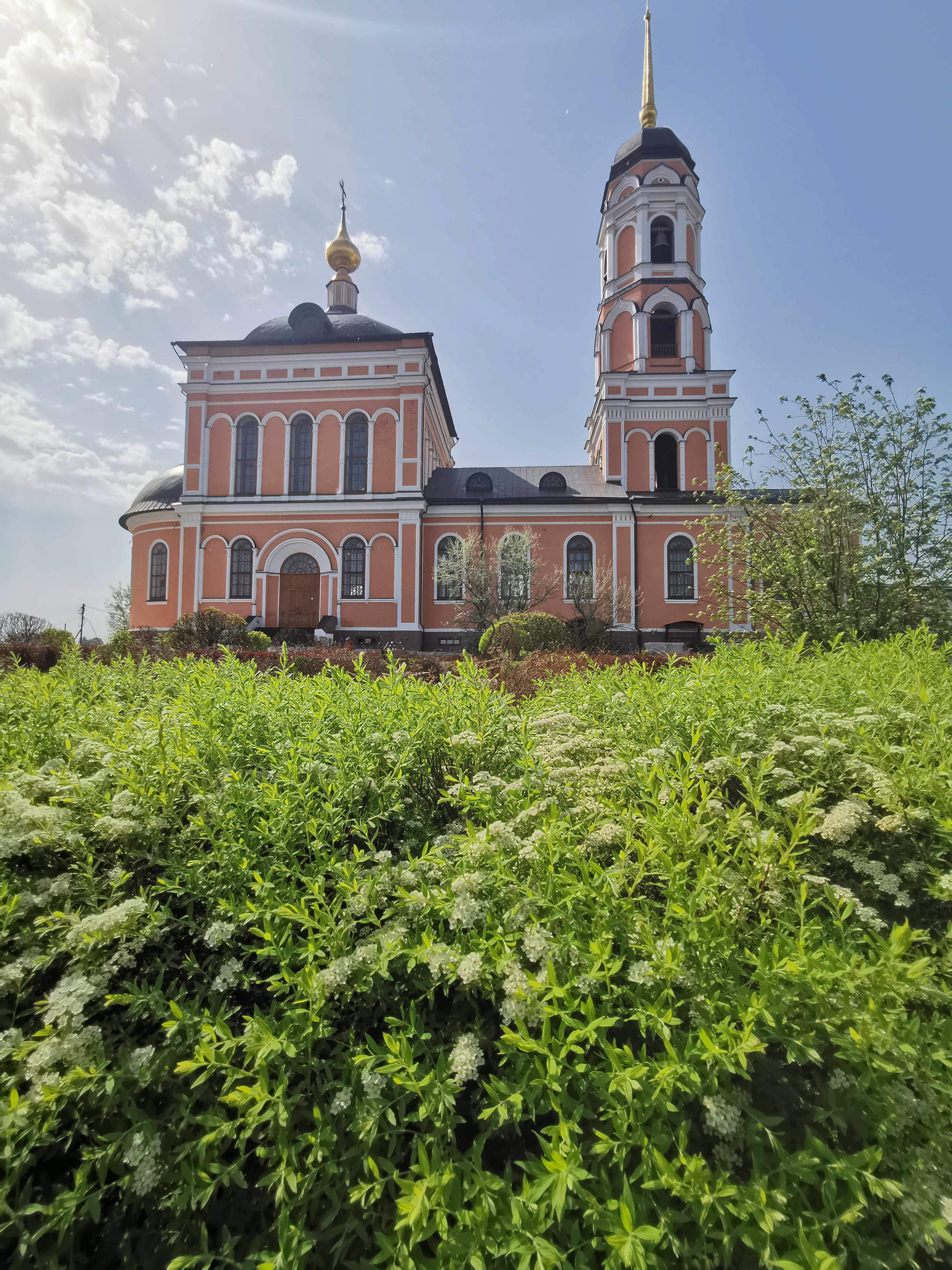
Свято-Троицкая церковь

Достопримечательности села включают: памятники жертвам гражданской войны и участникам Великой Отечественной войны (открыт 9 мая 1975 года); здание каменной Свято-Троицкой церкви (вторая половина XIX века).

## Топографические карты
- Лист карты O-40-76 Юго-камский. Масштаб: 1 : 100 000. Состояние местности на 1983 год. Издание 1984 г.